# Metatrichia papuana
Metatrichia papuana är en tvåvingeart som beskrevs av Kelsey 1970. Metatrichia papuana ingår i släktet Metatrichia och familjen fönsterflugor. Inga underarter finns listade i Catalogue of Life.